# Preßburger Schiedsspruch

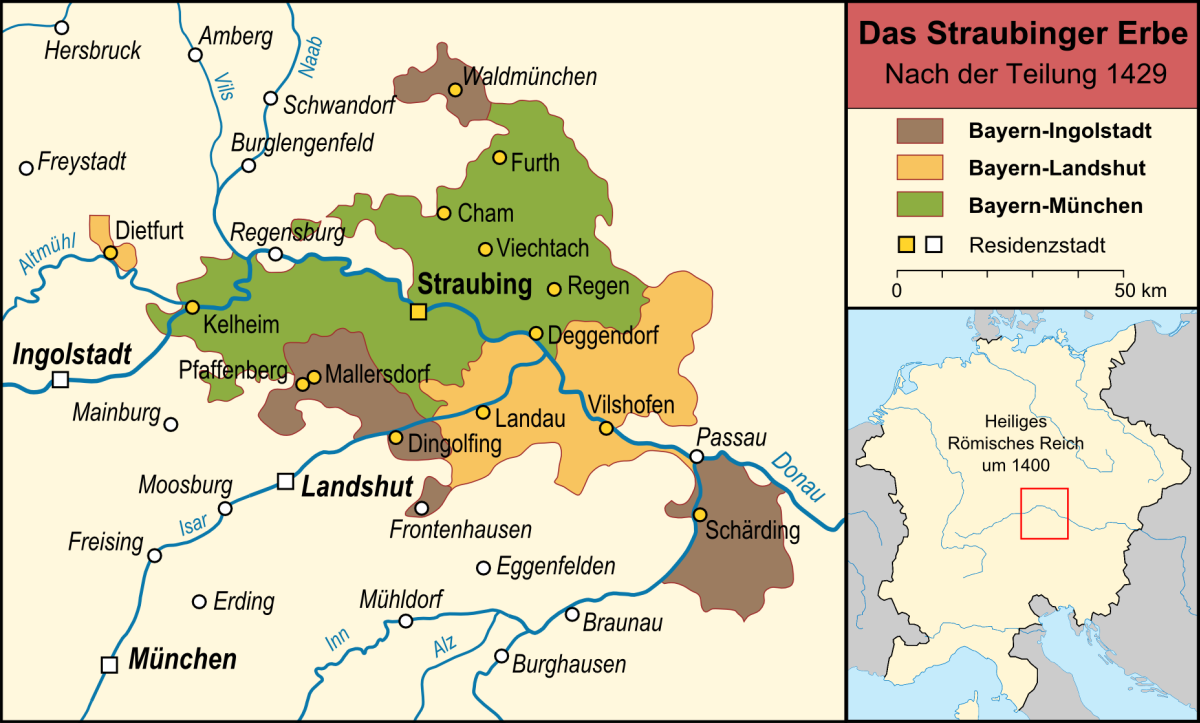
Die Aufteilung von Bayern-Straubing 1429

Im Preßburger Schiedsspruch (auch Preßburger Spruch oder Preßburger Schied) verfügte der römisch-deutsche König Sigismund am 24. oder 26. April 1429 die Verteilung des bayerischen Teils am ehemaligen Herzogtum Straubing-Holland an die Herzöge der anderen drei bayerischen Herzogtümer.
Die Linie Straubing-Holland des Hauses Wittelsbach war mit der Ermordung Johanns III. im Jahr 1425 im Mannesstamm ausgestorben. Die drei anderen Linien Bayern-Landshut, Bayern-Ingolstadt und Bayern-München konnten sich aufgrund unterschiedlicher Rechtsauffassungen nicht über die Aufteilung des Straubinger Ländchens einigen. Der Versuch König Sigismunds, den Streit durch eine Dreiteilung des umstrittenen Gebietes beizulegen, stieß auf den Widerstand Ludwigs des Gebarteten von Bayern-Ingolstadt. In der Folgezeit kam es zu einer Annäherung zwischen dem Landshuter Herzog Heinrich dem Reichen und den Münchner Herzögen Ernst und Wilhelm, die Lage blieb jedoch aufgrund eines Streits um die Pflegerstelle in Schärding und einer Fehde gegen den niederbayerischen Adligen Tristram Zenger angespannt.
Erst der im April 1429 verkündete Preßburger Schiedsspruch Sigismunds, der entsprechend der Anzahl der regierenden Herzöge eine Vierteilung des Straubinger Erbes vorsah, brachte die Entscheidung. Die vom König verfügte Landesteilung wurde am 29. Juni desselben Jahres vollzogen. Noch strittige Fragen zwischen München und Ingolstadt klärte anschließend ohne Beteiligung Landshuts der Straubinger Fünfundzwanzigerausschuss. Die Folgen der Auseinandersetzungen um Straubing-Holland für München und Landshut beschäftigten die Landstände der beiden Teilherzogtümer noch bis 1434, da Heinrich der Reiche sich weigerte, Ernst und Wilhelm die aus der 1426 geplanten Dreiteilung des Straubinger Ländchens erwarteten Mehreinnahmen zu erstatten.